# Пйотр Гербурт
Пйотр Гербурт з Фельштина, Боїськ, Однова званий Одновським гербу Павенза або власного (1485—1532) — польський шляхтич, військовик, урядник Корони Польської.

## Життєпис
Син Яна з Однова (нині с. Віднів, 1437—1487), внук осілого в Галицькій Русі за часів князя Владислава Опольчика у 1374 р. Фридруша Павча з Хлиплів і Фельштина (1374—1440).
Від 1506 р. був сандецьким старостою, львівський підкоморій, староста і державець бєцький від 1511 р.
Його маєтності, також отримані в заставу і державлені королівщини, були у Сяноцькому, Львівському, Дрогобицькому, Щирецькому, Бецькому, Прошовському повітах Королівства Польського. Значні грошові кошти позичав королю Сигізмундові І Старому, повернення яких забезпечувалось містами і староствами: Перемиський повіт (з містами Перемишлем, Мостиськами, Нижанковичами), Бецький — (Беч і три села), Сандецький (Новий Санч, Пивниця). Поглинутий майновими справами, ціле життя був діяльним, збільшуючи успаковані маєтки (фортуну) шляхом купівлі, державлення, взяття у заставу, королівщин, міст, староств.
Дружина — Беата Романовська. Діти: син, чотири дочки, зокрема:
- Миколай з Однова — львівський староста, краківський воєвода
- Барбара — мати письменника Миколая Рея.
- Анна — друга дружина любельського воєводи Яна Бохотніцького з Олесниці.[1]